# Ligyra
Ligyra är ett släkte av tvåvingar. Ligyra ingår i familjen svävflugor.

## Dottertaxa tillLigyra, i alfabetisk ordning[1]
- Ligyra alacer
- Ligyra alea
- Ligyra alula
- Ligyra antica
- Ligyra argyura
- Ligyra astarte
- Ligyra atricosta
- Ligyra audouinii
- Ligyra aurantiaca
- Ligyra bizona
- Ligyra bombyliformis
- Ligyra burnsi
- Ligyra calabyana
- Ligyra campbelli
- Ligyra celebesi
- Ligyra cerberus
- Ligyra chinnicki
- Ligyra chrysolampis
- Ligyra cingulata
- Ligyra coleopterata
- Ligyra commoni
- Ligyra cruciata
- Ligyra cupido
- Ligyra curvata
- Ligyra dammermani
- Ligyra dentata
- Ligyra devecta
- Ligyra dido
- Ligyra dives
- Ligyra doryca
- Ligyra enderleini
- Ligyra erato
- Ligyra erebus
- Ligyra evansi
- Ligyra eyreana
- Ligyra fasciata
- Ligyra fenestella
- Ligyra fenestralis
- Ligyra ferrea
- Ligyra flaviventris
- Ligyra flavofasciata
- Ligyra flavosparsa
- Ligyra flavotomentosa
- Ligyra flora
- Ligyra formosana
- Ligyra fuscipennis
- Ligyra gazophylax
- Ligyra gebleri
- Ligyra guerinii
- Ligyra harpyia
- Ligyra helena
- Ligyra hemifusca
- Ligyra herzi
- Ligyra inquinita
- Ligyra klugii
- Ligyra koslowskyi
- Ligyra latipennis
- Ligyra latreillei
- Ligyra leptyna
- Ligyra leuconoe
- Ligyra macassarensis
- Ligyra maracaensis
- Ligyra mars
- Ligyra melanoptera
- Ligyra merope
- Ligyra minerva
- Ligyra monacha
- Ligyra nigripennis
- Ligyra nigrocostalis
- Ligyra niveifrons
- Ligyra obliqua
- Ligyra ochracea
- Ligyra oenomaus
- Ligyra orcus
- Ligyra orest
- Ligyra orientalis
- Ligyra paludosa
- Ligyra paris
- Ligyra peninsularis
- Ligyra pilad
- Ligyra pilatei
- Ligyra prometheus
- Ligyra proserpina
- Ligyra punctipennis
- Ligyra purpuraria
- Ligyra robertsi
- Ligyra satyrus
- Ligyra semifuscata
- Ligyra septentrionis
- Ligyra shirakii
- Ligyra similis
- Ligyra sinuatifascia
- Ligyra sisyphus
- Ligyra sphinx
- Ligyra stymphalis
- Ligyra suffusipennis
- Ligyra sumatrensis
- Ligyra tantalus
- Ligyra tenebrosa
- Ligyra thyridophora
- Ligyra transiens
- Ligyra tristis
- Ligyra tritis
- Ligyra umbrifer
- Ligyra unicincta
- Ligyra ussuriensis
- Ligyra ventrimacula
- Ligyra venus
- Ligyra virgo
- Ligyra vittata
- Ligyra vulcanus